# Nicolaas Niehoff
Nicolaas Niehoff (* um 1525 in Amsterdam; † um 1604) war ein deutsch-niederländischer Orgelbauer, der im Herzogtum Brabant, in Lüttich und im Rheinland tätig war. Er war der Sohn von Hendrik Niehoff.
1559 erhielt er das Bürgerrecht von ’s-Hertogenbosch. Vor 1567 heiratete er Jaecxke (oder: Jacomyn) de Ruyther († nach 1600) und hatte mit ihr drei Kinder: Jacob, Adriaan und Zeger. Jacob (* um 1565; † 1626) war der letzte Orgelbauer dieser Familie. Er wohnte in Köln, war mit Anna von der Schleiden († 1626) verheiratet und hatte mit ihr vier Kinder. 1569 verlegte er seine Werkstatt von ’s-Hertogenbosch nach Köln. Bis 1573 war Arend Lampeler van Mill sein Geschäftsteilhaber. Er war der Vater des Orgelbauers Jacob Niehoff.

## Werkliste
| Jahr      | Ort              | Gebäude                  | Bild | Manuale | Register | Bemerkungen                                                                                          |
| --------- | ---------------- | ------------------------ | ---- | ------- | -------- | --- |
| 1556–1563 | Brielle          | St. Catharijnekerk       |      | II/P    | ca. 19   | So die Disposition um 1740 nach 3 Umbauten; 1853 abgetragen                                          |
| 1557      | Brouwershaven    | Sankt Nikolauskirche     |      |         |          | Zusammen mit seinem Vater?                                                                           |
| 1559      | Zoutleeuw        | St. Leonhard             |      |         |          | Umfangreiche, aber nicht näher bekannte Arbeiten                                                     |
| 1569–1573 | Köln             | Kölner Dom, große Orgel  |      | III/P   | 25       | Großer Erweiterungsumbau, der Neubau gleichkam; Gehäuse im 19. Jahrhundert gotisiert, nicht erhalten |
| 1573–1574 | Köln             | St. Gereon               |      |         |          | Zusammen mit Arend Lampeler van Mill; Gehäuse 1943 verbrannt                                         |
| 1584–1585 | Mainz            | Mainzer Dom              |      |         |          | Wiederherstellung der großen Orgel; nicht erhalten                                                   |
| 1586      | ’s-Hertogenbosch | Dominikanerkirche        |      |         |          | Neubau                                                                                               |
| 1589      | Lüttich          | St. Denis                |      |         |          | Gehäuse in verändertem Zustand erhalten                                                              |
| 1593      | Bree             | Sint Michaelskerk        |      |         |          | Zuschreibung, 1780 nach Beek/Martinuskerk umgesetzt; Gehäuse und ein Register erhalten               |
| 1593–1594 | Hasselt          | St.-Quintinus-Kathedrale |      |         |          | Neubau; Gehäuse und 8-9 Register erhalten, die zu dem ältesten Pfeifenwerk in Belgien zählen         |
| 1600      | Lüttich          | Saint-Jacques            |      |         |          | Zuschreibung; Gehäuse erhalten                                                                       |